# Championnats d'Europe de course d'orientation 2006
 (août 2017).
Si vous disposez d'ouvrages ou d'articles de référence ou si vous connaissez des sites web de qualité traitant du thème abordé ici, merci de compléter l'article en donnant les références utiles à sa vérifiabilité et en les liant à la section « Notes et références ».
Navigation
Édition précédente Édition suivante
Les championnats d'Europe de course d'orientation 2006, sixième édition des championnats d'Europe de course d'orientation, ont lieu du 5 au 14 mai 2006 à Otepää, en Estonie.

## Podiums
Femmes
| Épreuves                | Or                                                  | Argent                                            | Bronze                                                        |
| ----------------------- | --------------------------------------------------- | ------------------------------------------------- | ------------------------------------------------------------- |
| Femmes Sprint           | Suisse Simone Niggli                                | Norvège Marianne Andersen                         | Finlande Minna Kauppi                                         |
| Femmes moyenne distance | Finlande Minna Kauppi                               | Norvège Marianne Andersen                         | Finlande Heli Jukkola                                         |
| Femmes Longue distance  | Suisse Simone Niggli                                | Finlande Heli Jukkola                             | Finlande Minna Kauppi                                         |
| Femmes Relais           | Finlande Paula Haapakoski Heli Jukkola Minna Kauppi | Suisse Lea Müller Vroni König-Salmi Simone Niggli | Suède Emma Engstrand Kajsa Nilsson Karolina Arewång-Höjsgaard |

Hommes
| Épreuves                | Or                                                | Argent                                                | Bronze                                                      |
| ----------------------- | ------------------------------------------------- | ----------------------------------------------------- | ----------------------------------------------------------- |
| Hommes Sprint           | Suède Emil Wingstedt                              | Royaume-Uni Jamie Stevenson                           | Russie Andrei Chramow                                       |
| Hommes moyenne distance | France Thierry Gueorgiou                          | Lettonie Mārtiņš Sirmais                              | Russie Walentin Nowikow                                     |
| Hommes Longue distance  | Finlande Jani Lakanen                             | Suisse Daniel Hubmann                                 | Estonie Olle Kärner                                         |
| Hommes Relais           | Suède Niclas Jonasson Peter Öberg David Andersson | France François Gonon Damien Renard Thierry Gueorgiou | Norvège Lars Skjeset Carl Waaler Kaas Øystein Kvaal Østerbø |

## Tableau des médailles
- Pays organisateur

| Rang  | Nation      | Or | Argent | Bronze | Total |
| ----- | ----------- | -- | ------ | ------ | ----- |
| 1     | Finlande    | 3  | 1      | 3      | 7     |
| 2     | Suisse      | 2  | 2      | 0      | 4     |
| 3     | Suède       | 2  | 0      | 1      | 3     |
| 4     | France      | 1  | 1      | 0      | 2     |
| 5     | Norvège     | 0  | 2      | 1      | 3     |
| 6     | Lettonie    | 0  | 1      | 0      | 1     |
| 6     | Royaume-Uni | 0  | 1      | 0      | 1     |
| 8     | Russie      | 0  | 0      | 2      | 2     |
| 9     | Estonie     | 0  | 0      | 1      | 1     |
| Total | Total       | 8  | 8      | 8      | 24    |